# Most pedig vége a szép időknek
A Most pedig vége a szép időknek (olaszul Non più andrai farfallone amoroso) Figaro C-dúr áriája Wolfgang Amadeus Mozart Figaro lakodalma című operájának I. felvonásából (KV 492 № 9).
Mintegy önreklámként dallamát Mozart felhasználta a Don Juan II. felvonásának fináléjában szinpadi zeneként, közben Leporello megjegyzi, hogy „ezt már hallottam valahol”.